# Type 700 TELB
Le type 700 est un type d'automotrice pour tramway en service aux Tramways électriques de Lille et sa banlieue (TELB) sur le tramway de Lille.

## Histoire
18 motrices sont construites entre 1926 et 1930 dans les ateliers des TELB.

## Caractéristiques[1]
Nombre : 18 ;
Numéros : 700-717.

## Matériel préservé
| Illustration | Entité  | Numéro |
| ------------ | ------- | ------ |
|              | AMITRAM | 717    |
|              | AMTUIR  | 701    |